# Финляндский округ
Финля́ндский округ — муниципальный округ № 20 в составе Калининского района Санкт-Петербурга. Образован в 1997 году.

## География

### Границы округа

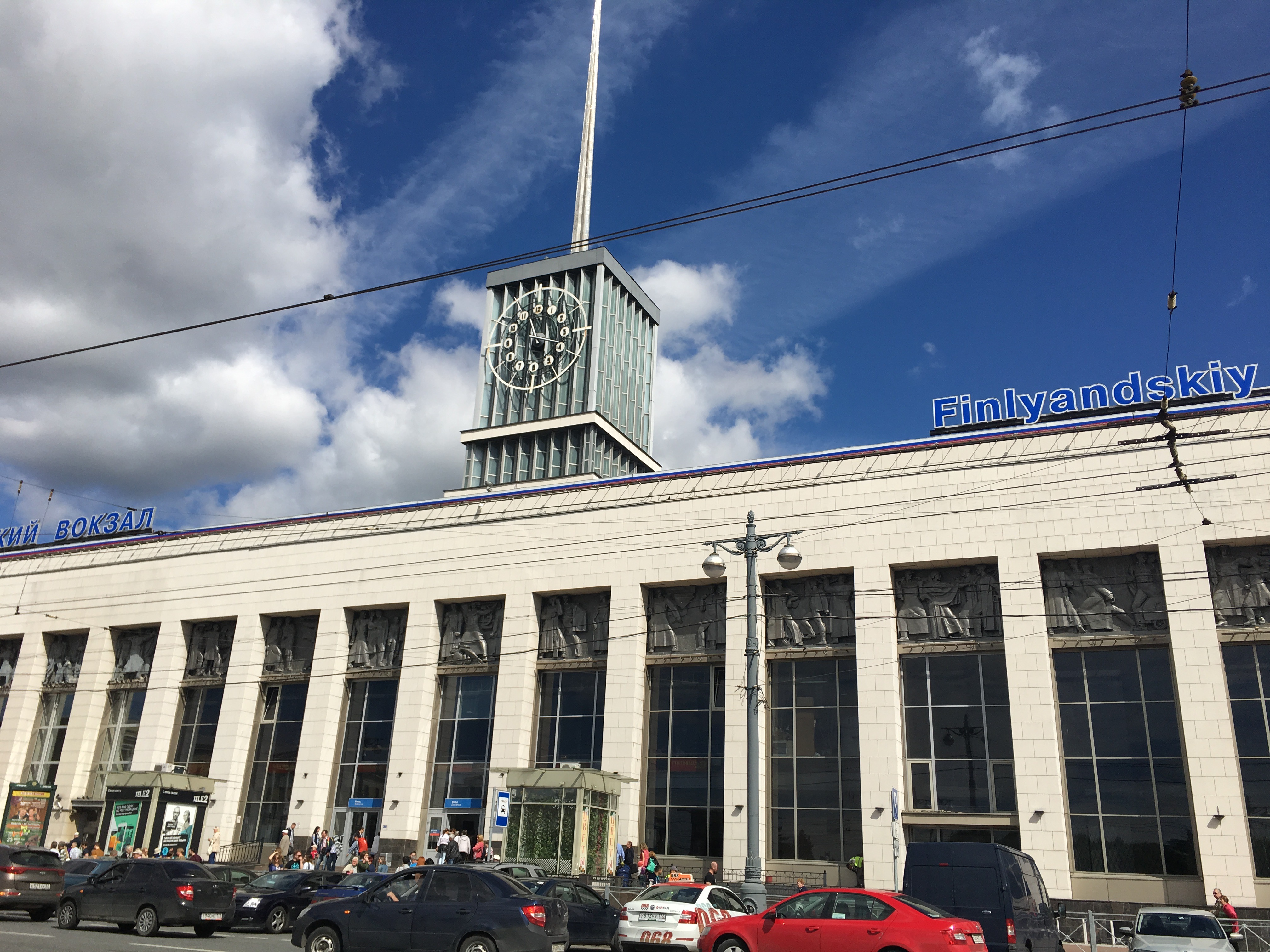
Финляндский вокзал

Граница округа проходит от Невы по оси ул. Лебедева до Лесного пр., далее по оси Лесного пр. до Литовской ул., далее по оси Литовской ул. до Полюстровского пр., далее по оси Полюстровского пр. до пр. Маршала Блюхера, далее по оси пр. Маршала Блюхера до Кондратьевского пр., далее по оси Кондратьевского пр. до Бестужевской ул., далее по оси Бестужевской ул. до Пискарёвского пр. на границе с Красногвардейским районом, далее по оси Пискарёвского пр. до оси Невы и по оси Невы до ул. Академика Лебедева.

## Органы власти
На территории муниципального округа находятся четыре избирательных округа: №№ 53, 54, 55 и 56.
Муниципальный совет расположен по адресу: 195221, Санкт-Петербург, проспект Металлистов, д. 93а.
Муниципальный совет округа издаёт газету «Финляндский округ».

## Население
| 2002    | 2010    | 2012    | 2013    | 2014    | 2015    | 2016    | 2017    | 2018    |
| ------- | ------- | ------- | ------- | ------- | ------- | ------- | ------- | ------- |
| 53 916  | ↗72 292 | ↗73 325 | ↗73 552 | ↗74 409 | ↗75 059 | ↗75 520 | ↗76 265 | ↗76 670 |
| 2019    | 2020    | 2021    | 2023    | 2025    |         |         |         |         |
| ↘75 929 | ↘75 332 | ↘74 090 | ↘72 809 | ↘72 500 |         |         |         |         |